# ICX

## 내력

### 출범 및 공식 활동의 시작
ICX (International Championship of Xtreme Fighting)는 아시아 입식 격투기 브랜드 한국의 더칸(THE KHAN), 중국의 쿤룬파이트(Kunlun Fight), 일본의 라이즈(RISE), 태국의 탑킹(TOP KING)과 파트너십을 통해 설립한 입식격투기 월드컵 리그이다. 2017년 4월 7일 ICX 공식 쇼케이스를 갖고 한 달 뒤인 2017년 5월 14일 ICX SEOUL이라는 첫번째 대회명으로 공식 출정식 경기 및 출범식 기자회견을 가졌다.

### ICX 쇼케이스
ICX의 출범을 알리는 공식 쇼케이스가 서울 중구 장충동 반얀트리 클럽앤스파 서울에서 열렸다. 쇼케이스 시합 전 ICX의 설립 배경과 향후 계획 등을 설명하고 각국의 프로모터들과 스포티즌 심찬구 대표가 모여 ICX 출범 체결을 하는 자리를 가졌다.
01 경기: 김동수 vs 쒀 즈샹 (김동수 3-0 판정승)
02 경기: 이지원 vs 수파랏 (이지원 3R TKO승)
03 경기: 노재길 vs 나가미 타카키 (노재길 3-0 판정승)

### ICX SEOUL 런칭
ICX는 2017년 5월 14일 장충체육관에서 개최된 ICX SEOUL 대회에서 챌린지매치와 매인매치로 나누어 공식적인 첫 모습을 드러냈으며, ICX SEOUL을 시작으로 해외 각 주요 도시에서 정식 국가대항리그가 운영 될 예정이다.
챌린지매치
01 경기: 최민수 vs 주진규 (주진규 0-3 판정승)
02 경기: 설동범 vs 양지환 (설동범 3-0 판정승)
03 경기: 김형래 vs 홍경락 (홍경락 1R KO승)
04 경기: 정국환 vs 백민철 (백민철 2R TKO승)
매인매치
05 경기: 최우영 vs 하운표 (하운표 0-3 판정승)
06 경기: MJ김 vs 줄리아 울프 (MJ김 1R TKO승)
07 경기: 이찬형 vs 룽가비 (이찬형 1R KO승)
08 경기: 김동수 vs 케빈 아이버그 (김동수 3-0 판정승) *WKN 타이틀 매치
09 경기: 김세기 vs 장양 (장양 2R TKO승)
10 경기: 노재길 vs 요우딩제 (노재길 2R TKO승)
11 경기: 이지원 vs 에바 (이지원 1R TKO승)
12 경기: 이성현 vs 바트자갈 (이성현 2R TKO승)

### 해외 단체와의 교류
아시아 입식격투기 대표 브랜드 한국의 더칸(THE KHAN), 일본의 라이즈(RISE), 태국의 탑킹(TOP KING)등 세계 무에타이(입식격투기) 단체와 프로모션 및 선수교류를 하며 파트너십을 통하여 입식격투기 국가대항전이라는 플랫폼을 가지고 ICX를 운영해 가고 있다.